# Cardinal Point
Cardinal Point was een Italiaanse muziekgroep, die hier actief was in de jaren 1972 tot en met 1975. De band was al eerder vanaf 1964 bekend in Italië onder de naam "I Punti Cardinali", maar was uiteindelijk in Nederland (Alkmaar) gevestigd. Twee van de vier leden belandden hier tijdens een tournee. De band brak door onder begeleiding van muziekproducent Hans van Hemert, maar verdween in 1976 van het podium.
Leden:
- Nino Venuto – gitaar
- Mario Previti – toetsinstrumenten
- Piero Aspria – basgitaar
- Arnaldo Galli – slagwerk, later de drummer van Jackpot

De Nederlandse zangeres Cherrie Vangelder-Smith zong een tijdje bij de band.

## Discografie
De band had vier singles in de Nederlandse hitparades Nederlandse Top 40 en Daverende 30 en één in de Belgische BRT Top 30:
- 1972: Mama, Papa (#8 in NL Top 40, totaal 8 weken, BE)
- 1973: Keep on dancing (#22 in Top 40, totaal 4 weken)
- 1973/4: I'm the grand pretender (#13 in Top 40, totaal 6 weken)
- 1975: Arrivederci Goodbye (#22 in Top 40, totaal 5 weken)

### Albums
- 1972; Cardinal Point (Philips Records)